# 未来 (長渕剛の曲)
「未来」は、日本のミュージシャンである長渕剛の46枚目のシングル。

## 解説
“親子の愛、家族の絆、人と人のつながり”といったテーマを体現。NHKのテレビドラマ『島の先生』の主題歌にもなった。

## 収録曲
- 全曲、作詞・作曲・編曲：長渕剛

1. 未来
2. Rainy Drive
3. 未来(Instrumental)